# Maracuetes
Maracuetes (marakwet) são um povo nilota, subgrupo dos calenjins, que vive os planaltos a sudeste do Quênia, perto do lago Vitória. São conhecidos como guerreiros habilidosos e historicamente atacaram os vizinhos massais, luos e quisis em busca de gado, mas com a chegada dos britânicos na região em 1905, os ataques cessaram. São falantes de uma língua própria, aparentada com aquela falada pelos vizinhos quipsiguis e nandis.